# Randel Shakison
Randel Shakison (Amsterdam, 28 februari 1990) is een Nederlands profvoetballer van Surinaamse komaf die als verdediger speelt.
Shakison begon bij Rood Wit-A en speelde daarna bij AFC Ajax in de jeugdreeksen en bij de beloften. In 2010 was hij op proef bij KRC Genk. Sedert de zomer van 2010 is hij actief als verdediger bij Fortuna Sittard, waar hij een contract heeft tot na het seizoen 2011/2012. Daarna heeft hij een eenjarig contract bij Eerste divisionist FC Emmen getekend. Door blessures kwam Shakison echter geen wedstrijd in actie voor de Emmenaren. In 2013 liep zijn contract af en ging hij naar AFC. Tussen 2016 en 2019 speelde hij voor SV TEC. Daarna stopte hij tijdelijk met voetballen. Vanaf het seizoen 2020-2021 sluit hij aan bij amateurclub AMVJ (voetbal). 

## Statistieken
| seizoen | club            | land      | competitie     | wed. | goals |
| ------- | --------------- | --------- | -------------- | ---- | ----- |
| 2010/11 | Fortuna Sittard | Nederland | Eerste divisie | 12   | 1     |
| 2011/12 | Fortuna Sittard | Nederland | Eerste divisie | 10   | 0     |
| 2012/13 | FC Emmen        | Nederland | Eerste divisie | 0    | 0     |
|         | Totaal          |           |                | 22   | 1     |

Bijgewerkt tot 08/08/2011